# 矮小渦巻銀河

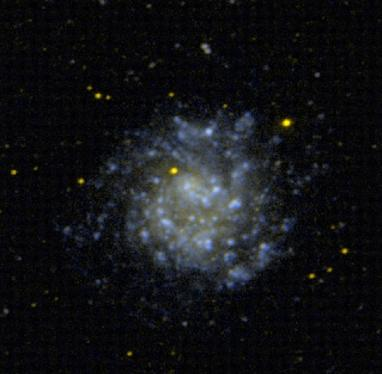
矮小渦巻銀河の例NGC 5474

矮小渦巻銀河(Dwarf spiral galaxy)は、渦巻銀河の矮小銀河である。矮小銀河は、光度が低く、直径が小さく（5000パーセク未満）、表面輝度が低く、水素の質量が小さいという特徴を持ち、低表面輝度銀河の1つの種類と考えられる。
矮小渦巻銀河、特にSa-Sc型の矮小銀河は、かなり珍しい。対照的に、矮小楕円銀河や矮小不規則銀河、またSm型（渦巻型と不規則型の遷移過程と考えられる）の矮小銀河は非常に一般的である。

## 位置
既知の矮小渦巻銀河のほとんどは、銀河団の外に位置している。銀河間や銀河と銀河団ガスの間の強い重力相互作用は、矮小渦巻銀河の円盤を破壊してしまうと考えられている。それにも関わらず、渦巻様の構造を持つ矮小銀河がおとめ座銀河団やかみのけ座銀河団の中で発見されている。